# Шерил (Арканзас)
Шерил (енгл. Sherrill) град је у америчкој савезној држави Арканзас.

## Демографија
По попису из 2010. године број становника је 84, што је 42 (-33,3%) становника мање него 2000. године.
| Група             | 2000.       | 2010.      |
| Белци             | 102 (81,0%) | 36 (42,9%) |
| Афроамериканци    | 24 (19,0%)  | 47 (56,0%) |
| Азијати           | 0 (0,0%)    | 0 (0,0%)   |
| Хиспаноамериканци | 0 (0,0%)    | 1 (1,2%)   |
| Укупно            | 126         | 84         |